# رائض (اسم)
رائض هو اسم علم مذكر من أصل عربي، ومعناه هو مسخر الحيوان وجاعله مطيعًا فهو مروض.

## وصلات خارجية
- موسوعة السلطان قابوس لأسماء العرب نسخة محفوظة 5 أبريل 2019 على موقع واي باك مشين.